# Olga Ostroumowa
Olga Michajłowna Ostroumowa (ros. О́льга Миха́йловна Остроу́мова, ur. 21 września 1947) – radziecka i rosyjska aktorka filmowa i teatralna.
Po ukończeniu studiów pracowała w Moskiewskim Teatrze Młodego Widza. Należała do zespołu dramatycznego na Małej Bronnej, gdzie grała w sztukach Gorkiego.

## Życiorys
Urodziła się w Bugurusłanie. Była trzykrotnie zamężna, ma syna i córkę. W 1970 roku ukończyła studia w Rosyjskiej Akademii Sztuki Teatralnej w Moskwie. Jej debiut filmowy jako licealistka w Dożyjemy do poniedziałku przyniósł jej sławę wśród radzieckiej publiczności. Od 1973 do 1983 roku pracowała w teatrze w Moskwie Małaja Bronnaja.
W 1993 roku otrzymała tytuł Ludowej Artystki Federacji Rosyjskiej.

## Wybrana filmografia
- 1969 Dożyjemy do poniedziałku jako licealistka
- 1972 Tak tu cicho o zmierzchu… jako Żenia Komielkowa
- 1979 Porwanie Savoi
- 1982 Nie było smutku
- 1987 Szpicel
- 1987 Wieża
- 1990 Oczarowannyj strannik
- 2011 Morpiechi

## Odznaczenia
- Nagroda Państwowa ZSRR
- Ludowy Artysta Federacji Rosyjskiej
- Order Honoru